# Альфонсо I Воитель
Альфонсо I Воитель (исп. Alfonso el Batallador; 1073—7 сентября 1134) — король Арагона, получивший своё прозвище за победы в 29 битвах.
Являлся сыном короля Санчо I и унаследовал трон от своего старшего брата Педро I. Альфонсо был одним из самых выдающихся деятелей так называемого арагонского направления Реконкисты, умелым полководцем и храбрым воином, правителем королевства Арагон и Памплоны, а также некоторое время всей Кастилии (в 1109—1114 годах). Альфонсо продолжил наступательную политику отца и брата, захватив значительное количество городов и крепостей альморавидов. Главным достижением Альфонсо Воителя стала осада Сарагосы (с 22 мая 1118 г.), которая длилась свыше полугода и завершилась падением крупнейшего мусульманского центра в среднем течении реки Эбро. 18 декабря 1118 года Сарагоса перешла под контроль христиан.
Несмотря на его успехи, феодальная раздробленность христианских королевств севера усложняла его задачи. Битва при Фраге 1134 года завершилась сокрушительным поражением Альфонсо, где он был ранен и вскоре скончался. Почти половину завоёванных территорий пришлось вернуть альморавидам, Альфонсо VII Кастильский занял часть арагонских земель, а Гарсия IV Восстановитель создал независимое королевство Наварра.
И именно раздробленность христианских королевств повлияли на ход Реконкисты, замедлив процесс оттеснения и уничтожения мусульман во всей Испании.

## Биография

### Начало правления
Женившись на Урраке, дочери короля Кастилии Альфонсо VI, Альфонсо I попытался после его смерти заполучить и кастильский трон. Он стал внедрять в Кастилию на видные посты своих людей, это вызвало недовольство местной знати. Очагом восстания стала Галисия, тем более что согласно брачному договору сын Урраки Альфонсо, граф Галисии, лишался права наследовать престолы Кастилии и Леона. Вожди восстания Педро Фройлас, граф Трава, и Диего Хельмирес, епископ Компостельский, объявили себя защитниками прав инфанта. Они потерпели военное поражение от Альфонсо Воителя, но не смирились, и в 1111 году Хельмирес в своей метрополии Сантьяго-де-Компостела короновал инфанта Альфонсо (с согласия Урраки) как короля Галисии (хотя до этого Галисия была только графством). Кроме того, в 1110 году папа Пасхалий II под угрозой отлучения от церкви расторг брак Урраки и Альфонсо Воителя из-за близкого родства — оба супруга были правнуками Санчо III Наваррского. Таким образом, Альфонсо потерял права на кастильскую корону.

### Участие в Реконкисте

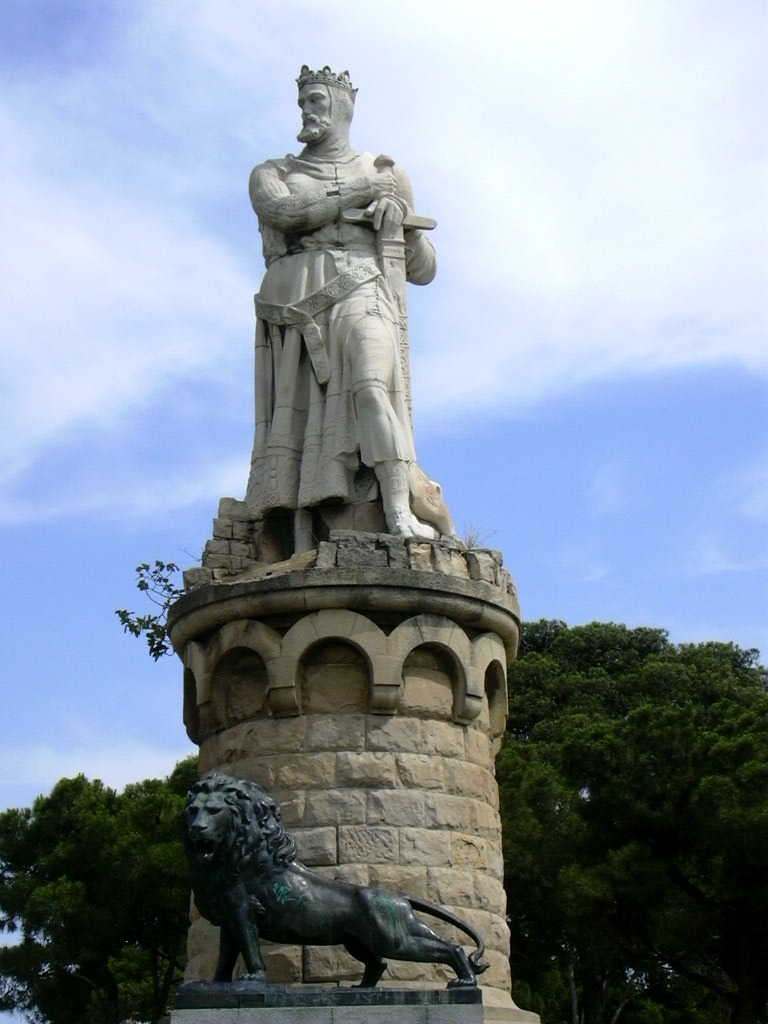
Памятник Альфонсо I Воителю в Сарагосе

Более успешным Альфонсо I был в борьбе против мавров в ходе Реконкисты. В отличие от умеренных северо-западных территорий Пиренейского полуострова, слабо затронутых арабскими нашествиями, тёплый средиземноморский юго-восток, в особенности орошаемая долина реки Эбро, стали настоящей колыбелью богатой мусульманской цивилизации в Испании, поэтому в данном направлении Реконкиста долгое время не имела успехов. Однако при поддержке французских феодалов 18 декабря 1118 года арагонское войско взяло Сарагосу, которая впоследствии стала резиденцией Альфонсо I.
Король восстановил пришедшие в упадок за 400 лет мусульманского правления христианские епископства в Сарагосе и Тараконе. Были также присоединены города Куэнка и Теруэль. Однако и мусульманское население завоёванных земель (мориски) оказалось под особой защитой короля. Под ударами арагонского монарха пали мусульманские Таррагона и Калатаюд, а войско через Валенсию и Мурсию дошло до Гранады. К королю присоединились 40 000 христианских семей мосарабов, чьи предки на протяжении 300 лет укрывались в горном массиве Альпухарры. Эта группа была поселена в Сарагосе. Близ Валенсии Альфонсо I удалось одержать решительную победу над маврами в 1126 году. Однако при осаде пограничной крепости Фрага в 1134 году Альфонсо I был внезапно атакован мавританским наместником Валенсии и, будучи раненым, едва добрался до монастыря Сан-Хуан-де-ла-Пенья, где скончался от ран 7 сентября 1134 года. Детей он не оставил.

### Кончина
Не имея наследника, Альфонсо I завещал передать своё государство госпитальерам и тамплиерам, однако его последняя воля так и не была исполнена. Новым королём Арагона был провозглашён его младший брат Рамиро II Монах.